# Ryōhei Machiya
Ryohei Machiya est un romancier japonais. Il a remporté le prix Akutagawa pour son roman sur la boxe Ichi Raundo Ippun Sanju-yon Byo (1 round 1 minute 34 secondes ).

## Jeunesse
Ryohei Machiya est né en 1983 à Taito-ku, Tokyo, et a fréquenté le lycée préfectoral de Saitama Koshigaya,.